# 13 juin 1956
Le mercredi 13 juin 1956 est le 165e jour de l'année 1956.

## Naissances
- Blair Chapman, joueur de hockey sur glace canadien
- Francis Hervieu, kayakiste français
- Gérard Cuq, réalisateur Auteur
- Hans Grunder, homme politique suisse
- Lee Hyun-se, dessinateur sud-coréen
- Leonid Taranenko, haltérophile biélorusse
- Marcel Lang (mort le 27 juin 2009), chanteur suisse
- Vadim Sorokin, homme d'affaires russe
- Willy Moy (mort le 5 mai 2015), gymnaste artistique français
- Yurik Vardanyan (mort le 1 novembre 2018), haltérophile soviétique

## Décès
- Joseph B. Ely (né le 22 février 1881), homme politique américain
- Juliette Rostand (née le 5 janvier 1872), pianiste française, épouse de Louis Mante
- Sophie Panine (née le 23 août 1871), femme politique russe

## Événements
- Élections législatives néerlandaises de 1956
- Création de l'ordinariat oriental d'Autriche
- (Chine) : début de la campagne des Cent Fleurs. Dans l’esprit de la destalinisation soviétique, le gouvernement chinois demande aux intellectuels de critiquer les dirigeants du parti et de l’État, la devise étant : « Que fleurissent harmonieusement cent fleurs et rivalisent bruyamment cent écoles ».